# Município Bula Atumba
Município Bula Atumba är en kommun i Angola.   Den ligger i provinsen Bengo, i den nordvästra delen av landet, 180 km öster om huvudstaden Luanda.
I omgivningarna runt Município Bula Atumba växer huvudsakligen savannskog. Runt Município Bula Atumba är det ganska glesbefolkat, med 23 invånare per kvadratkilometer.